# Dorystoma caudata
Dorystoma caudata är en hjuldjursart som först beskrevs av Bilfinger 1894.  Dorystoma caudata ingår i släktet Dorystoma och familjen Notommatidae. Inga underarter finns listade i Catalogue of Life.